# 광주동신여자고등학교
광주동신여자고등학교(光州東新女子高等學校)는 대한민국 광주광역시 북구 풍향동에 위치한 사립 고등학교이다.

## 학교 연혁
- 1966년 4월 23일 : 학교법인 동강 학원 설립인가
- 1969년 11월 22일 : 광주동신여자종합고등학교 설립 인가 (12학급)
- 1970년 3월 5일 : 신입생 입학식 (신입생 247명)
- 1970년 6월 5일 : 초대 서병렬 교장 취임
- 1973년 1월 10일 : 제1회 졸업식
- 1973년 9월 28일 : 광주동신여자고등학교로 학칙 변경인가
- 1975년 5월 8일 : 본관 준공 (지상 6층)
- 1978년 6월 30일 : 생활관 준공 (지하 1층, 지상 3층, 연건평 508평)
- 1999년 11월 2일 : 단체 급식소 개소
- 2023년 1월 19일 : 제51회 졸업식 (졸업생 221명, 총 졸업생 24,534명)
- 2023년 3월 2일 : 입학식 (신입생 261명)
- 2024년 3월 1일 : 제17대 오현수 교장 취임

## 참고 자료
- 광주동신여자고등학교 - 한국교육학술정보원 학교알리미